# Elsie Maud Wakefield
Elsie Maud Wakefield (* 3. Juli 1886 in Birmingham; † 17. Juni 1972) war eine britische Mykologin. Ihr offizielles botanisches Autorenkürzel lautet „Wakef.“

## Leben
Wakefield war die Tochter eines Lehrers für Naturwissenschaften,  besuchte die Swansea High School for Girls und studierte an der Universität Oxford (Somerville College) Botanik. Nach ihrem Abschluss (M.A.) war sie bei Carl von Tubeuf in München (Forstwissenschaftliches Institut) und nach ihrer Rückkehr 1910 Assistentin von George Edward Massee am Royal Botanic Gardens (Kew), dessen Nachfolgerin als Leiterin der Mykologie sie wurde (Pilze und Flechten, ab 1915). 1920 war sie zu einem Forschungsaufenthalt in der Karibik beim Imperial Department of Agriculture. 1951 ging sie in Kew in den Ruhestand. Ihr Nachfolger wurde Richard William George Dennis, der ab 1944 ihr Assistent war.
Sie veröffentlichte rund 100 Aufsätze über Pilze und Pflanzenkrankheiten, darunter zwei populärwissenschaftliche Bestimmungsbücher über britische Pilze. Ihr erster Aufsatz erschien noch in München in Deutsch (Über die Bedingungen der Fruchtkörperbildung der Hymenomyceten). Sie beschrieb viele neue Arten, und einige Arten sind nach ihr benannt, darunter die Gattungen Wakefieldia und Wakefieldiomyces. Wakefield war eine talentierte Zeichnerin, die ihre Pilzabhandlungen auch selbst illustrierte. Sie arbeitete in Kew auch über Pflanzenpathologie (ab 1915), verfolgte das später aber am Pathological Laboratory des Ministry of Agriculture. Später befasste sie sich mehr mit taxonomischen Fragen.
1929 wurde sie Präsident der British Mycological Society und 1918 bis 1936 deren Sekretär und ab 1941 deren Ehrenmitglied. 1950 wurde sie OBE. 1911 wurde sie Fellow der Linnean Society of London.

## Schriften
- Nigerian Fungi, Kew bulletin of miscellaneous information 1912, S. 141–144
- mit A. D. Cotton: A revision of the British Clavariae. Transactions of the British Mycological Society 6, 1919, S. 164–198
- Mosaic diseases of plants. West Indian Bulletin 18, 1921, S. 197–206
- mit W. Buddin: Studies on Rhizoctonia crocorum and Helicobasidium purpureum. Transactions of the British Mycological Society 12, 1927, S. 116–140
- Edible and poisonous fungi, Ministry of Agriculture and Fisheries, Bulletin 23, 1945, 6. Auflage, HMSO
- mit R. W. G. Dennis: Common British fungi. London: Gawthorn 1950
- The observers' book of common fungi. London : Warne 1954
- Tomentelloideae in the British Isles. Transactions of the British Mycological Society 53, 1969, S. 161–206.